# Oxford Circus
Oxford Circus è un affollato incrocio del West End di Londra all'intersezione di Regent Street con Oxford Street (A40), nella Città di Westminster. Esso è raggiungibile tramite la stazione di Oxford Circus della metropolitana di Londra e numerose linee di autobus.
Alla fine degli anni duemila, Oxford Circus risultava avere i più ampi volumi pedonali registrati nell'intera Londra. Durante gli orari più affollati, più di 40 000 pedoni all'ora percorrono l'incrocio, compresi quelli che utilizzano il sottopasso della metropolitana.

## Storia

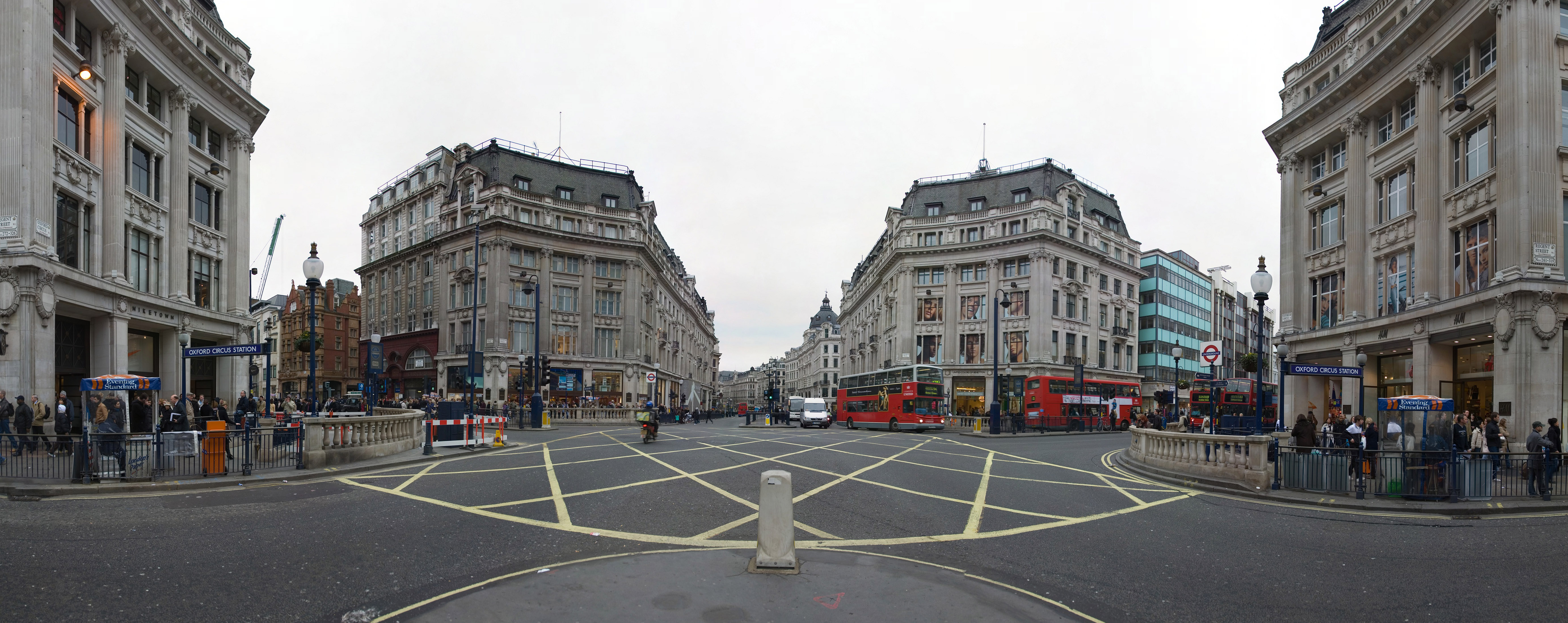
Una panoramica di Oxford Circus, così come appariva, visto da Regent Street, nel marzo 2006

L'area venne realizzata agli inizi del XIX secolo su progetto di John Nash.

### Attraversamento diagonale
Nel 2009, il Consiglio della Città di Westminster (Westminster City Council) diede origine alla pedonalizzazione della zona predisponendo un attraversamento diagonale dell'incrocio a favore della massa dei frequentatori della zona adibita agli acquisti, certamente la più frequentata di Londra, per una previsione di spesa di 4 milioni di sterline.  I lavori ebbero inizio nell'estate del 2009, e l'attraversamento venne aperto il 2 novembre dello stesso anno, con un costo finale salito a 5 milioni. Nonostante il Sindaco di Londra, Boris Johnson, abbia dichiarato, "un trionfo dell'ingegneria britannica, innovazione giapponese e antico buon senso", occorre notare che un simile attraversamento era già stato costruito nel 2005 a Balham, nel sud di Londra, ad un costo di appena 98 000 sterline.

## Luoghi notevoli

### Shopping
Come le due direttrici che in Oxford Circus si incrociano, sullo stesso incrocio si affacciano negozi di grandi marchi, quali:
- Nike Town
- H&M
- Topshop/Topman
- United Colors of Benetton
- Miss Selfridge
- Schuh

### Musei
- Händel House Museum, museo dedicato al compositore barocco tedesco, Georg Friedrich Händel, che, dopo essersi trasferito a Londra nel 1712, ha ottenuto la cittadinanza britannica nel 1727. Handel è stato dell'edificio di Brook Street 25, edificio di cui il compositore è stato affittuario dal 1723 fino alla sua morte nel 1759. Quasi tutte le sue opere, i suoi oratori composte in seguito a quella data sono state composte in tale abitazione, che ora contiene una gran varietà dei suoi strumenti a tastiera, incluso un clavicembalo, un clavicordo e un piccolo organo da studio.